# Mezomerní betainy
Mezomerní betainy jsou dipolární heterocyklické sloučeniny s delokalizovanými kladnými i zápornými náboji.
Příklady jsou mezoiontové sloučeniny a heteropentaleny (například diazapentaleny). Heteropentaleny nejsou mezoiontové.